# Sírmium

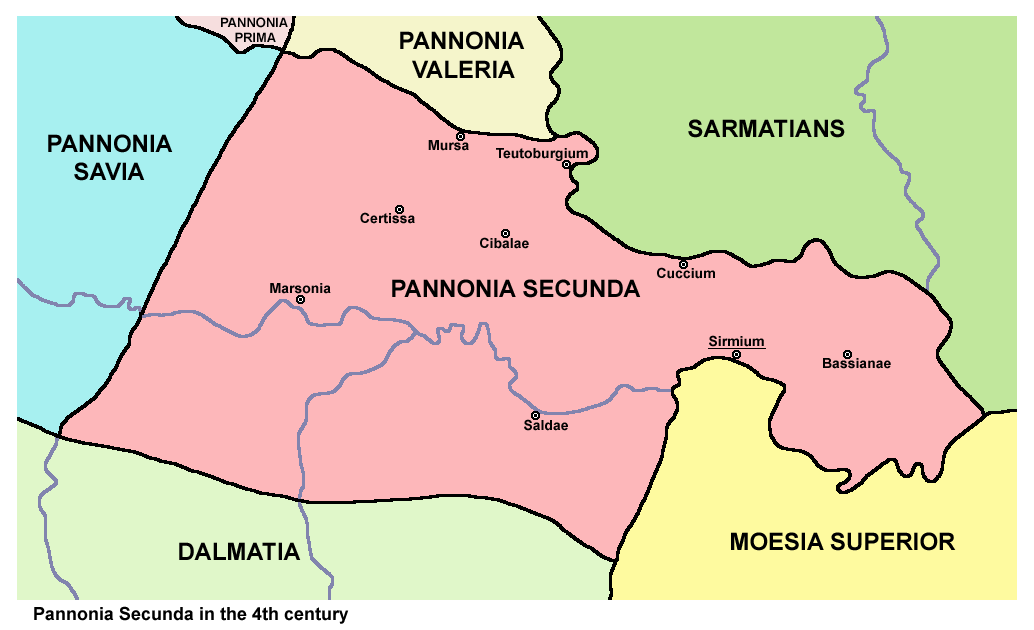
Mapa de la província de Pannònia Secunda al

Sírmium (en llatí Sirmium, en grec Σίρμιον, Sírmion) va ser una ciutat del sud-est de Pannònia i capital del poble celta dels tauriscs, a l'esquerra del riu Savus prop del lloc on rebia el Bacuntius, segons diu Plini el Vell.
Estava situada en un creuament de camins, segons l'Itinerari d'Antoní i va passar a Roma al segle i. L'any 103 es va convertir en la capital de la nova província de l Baixa Pannònia. Durant les guerres a Dàcia, entre els romans i els dacis i altres tribus del Danubi, al començament del segle ii va ser la base principal de tots els magatzems militars i després es va convertir en la principal ciutat de les Pannònies. És possible que rebés el títol de colònia (Dec. Colonia Sirmien). Era de manera freqüent la seu d'operacions militars i va ser visitada pels emperadors Trajà, Marc Aureli, Septimi Sever, Maximí i Gal·liè.
Tenia una fàbrica d'armament, un palau imperial i altres edificis i era la seu de l'almirall de la primera flota del Danubi. En aquest lloc hi va néixer l'emperador Probe. Al segle iii va ser la capital de la Pannònia Segona i del vicariat d'Il·líria, capitalitat que va conservar fins al 379, quan la part occidental de l'Il·líria es va agregar al vicariat d'Itàlia i a la resta, la capital es va traslladar a Tessalònica. En aquest temps es va establir el bisbat de Sírmium, que va ser la seu de cinc concilis.
A finals del segle iv va caure en mans dels gots, que la van destruir, però després es va incorporar a l'Imperi Romà d'Orient. L'any 441 va ser ocupada pels huns, als que van seguir els ostrogots i els gèpides. Va ser la capital del regne dels gèpites, i s'han trobar monedes del rei Cunimon (Cunimundus). Teodoric el Gran derrotà els gèpides en la batalla de Sírmium en 489.
L'any 567 va tornar als romans d'Orient, però el 582 la van ocupar els àvars. El darrer que parla d'aquesta ciutat és l'historiador Procopi, que diu que estava en mans dels àvars, que la van assetjar durant molt de emps. Es desconeix com i quan va ser destruïda.
Les seves ruïnes són properes a la moderna Sremska Mitrovica. Les excavacions han tret a la llum diversos monuments antics. Entre les troballes més recents hi ha una part del palau imperial del segle iV i l'hipòdrom. Aquest hipòdrom, que té entre 350 i 400 m de longitud, es va construir poc després de l'any 315, més tard va ser reconstruït, però va quedar en desús abans de finals del segle. S'han trobat part dels fonaments dels seients de l'hipòdrom, un criptopòrtic, l'espina i la pista.
Encara es veuen diversos trams de la muralla i dos grans llocs d'enterrament. Prop del centre de la ciutat s'ha excavat l'horreum públic, també del segle iv, una gran estructura rectangular amb pilars quadrats, i part d'unes termes anomenades de Licinius.